# Skvader

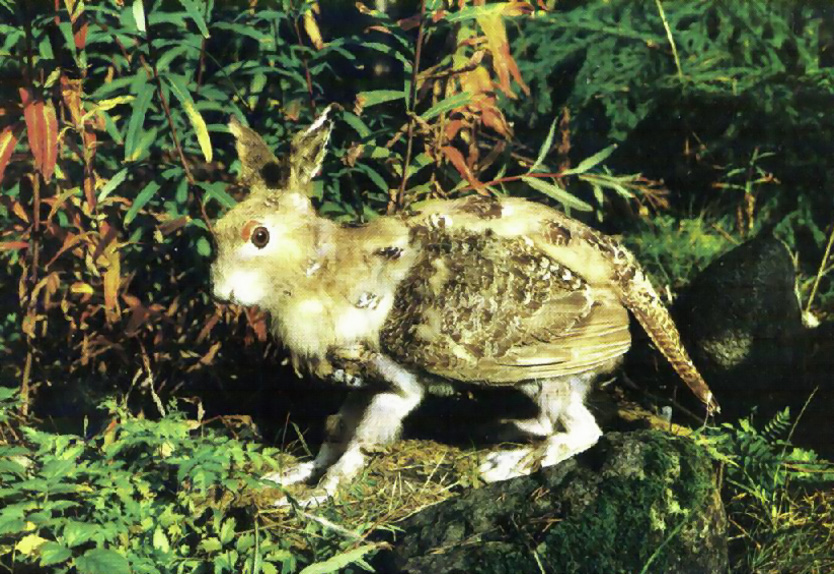
Lo skvader di Rudolf Granberg

Lo skvader è un animale immaginario realizzato nel 1918 dal tassidermista svedese Rudolf Granberg e conservato nel museo di Norra Berget, Sundsvall, Svezia. Mezzo lepre e mezzo pollo (o gallo), l'animale vanta anche l'altisonante nome latino di Tetrao lepus pseudo-hybridus rarissimus L.
Pare che lo skvader sia nato inizialmente dalla fantasia di un cacciatore, Håkan Dahlmark, che all'inizio del XX secolo, durante una cena, si vantò sostenendo di averne visto e ucciso uno verso il 1874. A seguito di tale racconto a Dahlmark fu regalato un dipinto, eseguito dal nipote della sua domestica, che nel 1912, poco dopo la sua morte, fu donato al museo locale. In occasione di una mostra, nel 1916, il direttore del museo chiese a Granberg di ricostruire le sembianze del singolare animale, che dal 1918 divenne parte integrante dell'esposizione assieme al dipinto.
Nel tempo lo skvader è diventato il simbolo ufficioso della Sundsvall, ed è entrato nel linguaggio comune svedese come sinonimo di cattivo compromesso o di combinazione di elementi contraddittori.